# Siegfried Scheffler (Musiker)
Siegfried Scheffler (* 15. Mai 1892 in Ilmenau; † 5. Juni 1969 in Hamburg) war ein deutscher Komponist, Dirigent und Musikkritiker.

## Leben und Werk
Siegfried Scheffler besuchte das Wilhelm-Gymnasium in Hamburg, wo er zu Michaelis 1910 das Reifezeugnis erhielt. Musikalisch war er der Schüler seines Vaters John Julia Scheffler, von Max Reger, Stephan Krehl und Hans Sitt am Leipziger Konservatorium und von Engelbert Humperdinck an der Berliner Akademie der Künste. Zusätzlich studierte er Musikwissenschaft bei Hugo Riemann, Arnold Schering und Hermann Kretzschmar an der Universität Leipzig und der Friedrich-Wilhelms-Universität zu Berlin.
Ab 1919 wirkte Scheffler als Korrepetitor und Operettenkapellmeister in Schwerin, Bremerhaven und Hamburg. 1924 ließ er sich in Hamburg nieder und  betätigte sich dort auch als Musikkritiker. Ab 1925 war er Mitarbeiter des Hamburger Rundfunks. Von 1936 bis 1943 arbeitete er auch für den Sender Berlin, 1937 auch für den Sender München. Seit 1946 wirkte er als Musikkritiker der Freien Presse und des Anzeigers.
Scheffler schrieb seit 1925 Kompositionen und Hörspiele für den Rundfunk. Er hatte damit auch Anteil an der funkeigenen Musikproduktion für Hör- und Fernsehspiel, mit der er sich auch in seinem Werk Melodie der Welle (Berlin 1933) literarisch auseinandersetzte. Zudem komponierte er die Wunderhorn Lieder (1914), Bühnenmusiken wie das Hamburger Singspiel Sunte Maria toum Schare auf einen Text von Bruno Peyn (Hamburg 1923), Orchesterwerke wie die Rokoko-Novelle (1923) und Kammermusik. Er schrieb das zweibändige Werk Richard Wagner: Sein Leben, seine Persönlichkeit und seine Werke. Kommentare und Einführungen zu seinen Opern und Musikdramen (Hamburg 1928).